# أليكس باكستون
أليكس باكستون (بالإنجليزية: Alex Buxton)‏ مواليد 10 مايو 1926 في واتفورد، كان ملاكم محترف بريطاني صنّف ضمن فئة الوزن المتوسط.

## إحصائيات
خاض خلال مسيرته 126 نزالا، فاز في 78 وتعادل في 5 وخسر في 43. فاز بالضربة القاضية في 53 نزالا.

## روابط خارجية
- أليكس باكستون على موقع بوكس ريك (الإنجليزية) (registration required)